# Cyril Norman Hinshelwood
Sir Cyril Norman Hinshelwood (Londra, 19 giugno 1897 – Londra, 9 ottobre 1967) è stato un chimico britannico, premio Nobel per la chimica nel 1956.

## Biografia
Figlio di Norman Macmillan Hinshelwood, esperto contabile, ed Ethe Frances nata Smith, trasferitosi con la sua famiglia in Canada Cyril Hinshelwood tornò a vivere nel quartiere londinese di Chelsea alla morte del padre avvenuta nel 1905. Qui visse per il resto della sua vita. Studiò alla Westminster City School e successivamente frequentò il Balliol College all'Università di Oxford.
Durante la prima guerra mondiale Hinshelwood lavorò come chimico in una fabbrica di esplosivi. Fu tutor al Trinity College dal 1921 al 1937, anno in cui divenne professore di chimica all'Università di Oxford. Fu consulente del governo britannico riguardo a diverse materie di interesse scientifico. Entrò a far parte della Royal Society nel 1929, diventandone presidente dal 1955 al 1960. Fu nominato cavaliere nel 1948 e Ordine al Merito del Regno Unito nel 1960.
I suoi primi studi sulla cinetica molecolare lo portarono a pubblicare i testi Thermodynamics for Students of Chemistry e The Kinetics of Chemical Change nel 1926. Con Harold Warris Thompson studiò la reazione esplosiva tra idrogeno e ossigeno e descrisse il fenomeno della relativa reazione a catena. Il suo lavoro successivo sui cambiamenti chimici nella cellula batterica fu di grande importanza per il futuro sviluppo di antibiotici e agenti terapeutici; pubblicò The Chemical Kinetics of the Bacterial Cell nel 1946 e in seguito Growth, Function and Regulation in Bacterial Cells nel 1966. Nel 1951 pubblicò The Structure of Physical Chemistry.
Insieme col sovietico Nikolaj Semënov, Hinshelwood ricevette nel 1956 il premio Nobel per la chimica grazie ai suoi studi sui meccanismi delle reazioni chimiche. Sir Cyril fu insignito anche di molti altri premi e onorificenze.
Cyril Hinshelwood non si sposò mai. Parlava fluentemente diverse lingue e i suoi principali passatempi erano la pittura, la letteratura straniera e collezionare vasi cinesi. Morì nella sua città natale il 9 ottobre 1967.

## Opere
- Cyril Hinshelwood, Thermodynamics for Students of Chemistry, 1926
- Cyril Hinshelwood, The Kinetics of Chemical Change, 1926
- Cyril Hinshelwood, The Chemical Kinetics of the Bacterial Cell, 1946
- Cyril Hinshelwood, The Structure of Physical Chemistry, 1951
- Cyril Hinshelwood, Growth, Function and Regulation in Bacterial Cells, 1966